# Polypodium provitum
Polypodium provitum là một loài thực vật có mạch trong họ Polypodiaceae. Loài này được Copel. miêu tả khoa học đầu tiên năm 1947.